# Vahtang Blagidze
Vahtang Blagidze (n. 23 iulie 1954, Q12870774⁠(d), Guria⁠(d), Georgia) este un luptător ce a reprezentat Uniunea Republicilor Sovietice Socialiste, medaliat olimpic. A participat la o ediție a Jocurilor Olimpice (1980) în care a câștigat o medalie de aur.

## Participări
Lista de mai jos prezintă principalele competiții la care a participat Vahtang Blagidze de-a lungul carierei.
- wrestling at the 1980 Summer Olympics – men's Greco-Roman 52 kg[*]